# 佩特扎爾卡
佩特扎爾卡（斯洛伐克語發音：[ˈpetr̩ʐalka]）是斯洛伐克首都布拉提斯拉瓦的一個地區，在行政區劃上屬於布拉提斯拉瓦5區。佩特扎爾卡是布拉提斯拉瓦最大的一個區，人口達12萬人。

## 名字来源
Engerau村的德语名称(1654年) 源自匈牙利人的种族名称，来自更古老的地名Mogorsciget（“匈牙利岛”，1225年）和Ungerau（“匈牙利洪泛区”，1509年）。匈牙利语名称 Ligetfalva（后来的 Pozsonyligetfalu，字面意思是“公园村”）起源于 1860 年代。
在捷克斯洛伐克成立后，于1920年正式更名为Petržalka 。这个名字指的是那里种植的蔬菜和香草（petržlen 的意思是“欧芹”）。